# The Medúlla Videos
The Medúlla Videos es un DVD de la discografía oficial de la cantante y compositora islandesa Björk lanzado el 8 de noviembre de 2005 en EE. UU., y en Reino unido en mayo de 2005.
The Medúlla Videos incluye cinco videoclips que pueden ser tomados como una extensión de la publicación en DVD del álbum Medúlla.

## Lista de temas
| N.º   | Título                                                             | Director                 | Duración |  |
| 1.    | «Oceania»                                                          | Lynn Fox                 | 3:29     |  |
| 2.    | «Who is it (Carry my joy on the left, carry my pain on the right)» | Dawn Shadforth           | 3:53     |  |
| 3.    | «Triumph of a heart»                                               | Spike Jonze              | 5:24     |  |
| 4.    | «Desired constellation»                                            | Lynn Fox                 | 4:52     |  |
| 5.    | «Where is the line»                                                | Gabriella Fridriksdóttir | 4:38     |  |
| 6.    | «Triumph Of A Heart: Stories Behind The Music Video»               | Spike Jonze              |          |  |
| 50:00 |                                                                    |                          |          |  |

## Créditos
1. «Oceania»
- Sampler vocal – Robert
- Programación – Valgeir Sigurdsson
- Interviene – El Coro de Londres
- Piano – Nico Muhly
- B-Boy (beats) – Shlomo
- Coproductor - Mark Bell
- Mezclador - Mike Stent

2. «Who is it (Carry my joy on the left, carry my pain on the right)»
- Programación – Mark Bell, Matmos, Valgeir Sigurdsson
- Interviene – Tagaq
- B-Boy (beats) – Rahzel
- Mezclador - Mike Stent

3. «Triumph of a heart»
- Voz – Bangsi, Bóas Hallgrimsson, Dokaka, Egill Saebjörnsson, Einar Örn, Hrafnhildur "Shoplifter" Arnardóttir, Jóni Jónsóttir, Laddi, Markus Thor Andresson, Ragnar Kjartansson, Sigrún Hrólfsdóttir, Ulfur Eldjarn*
- Coproductor – Valgeir Sigurdsson
- Mezclador - Mike Stent

4. «Desired constellation»
- Programación – Olivier Alary
- Interviene – El Coro Islandés
- Mezclador - Mike Stent

5. «Where is the line»
- Programación – Little Miss Specta, Mark Bell, Valgeir Sigurdsson
- Intervienen – Gregory Purnhagen, El Coro Islandés, The, Mike Patton
- B-Boy (beats) – Rahzel
- Coproductor - Mark Bell
- Mezclador - Mike Stent

Otros créditos
- Traje de campana – Alexander McQueen
- Productor (toda la música) – Björk